# TV Tribuna (Recife)
TV Tribuna é uma emissora de televisão brasileira sediada em Olinda, porém concessionada em Recife, respectivamente cidade e capital do estado de Pernambuco. Opera no canal 4 (20 UHF digital), e é afiliada à Band. Faz parte da Rede Tribuna, subsidiária do Grupo Industrial João Santos, também responsável pela rádio Tribuna FM.

## História
A TV Tribuna entrou no ar em 15 de novembro de 1991, sendo afiliada à Rede Bandeirantes. No entanto, as obras de sua futurística torre, com 74 metros de altura, iniciaram-se ainda nos anos 80 e tem autoria do arquiteto Fernando Guerra. Em seu topo, funcionou durante a década de 1990 um luxuoso restaurante, o L’Étoile ("A Estrela" em francês), possuindo visão panorâmica das cidades de Recife, Olinda e Paulista. Em 1º de novembro de 1998, passou a ser afiliada à Rede Record, justamente no terceiro dia do Recifolia. Mas devido a atritos, esta descontinuou o contrato com a emissora e em 9 de janeiro de 2012, a TV Tribuna retornou para a Rede Bandeirantes.
Na década de 2010, o Grupo Industrial João Santos enfrentou uma crise administrativa decorrente de disputas pelo controle entre os herdeiros do empresário falecido em 2009. Essa crise teve repercussões significativas na TV Tribuna e em outros veículos da Rede Tribuna, que fazem parte da holding. A emissora, em particular, viu-se afetada por dívidas milionárias, resultando em atrasos salariais constantes para seus funcionários. Em abril de 2021, cerca de 30 funcionários do departamento de jornalismo da TV Tribuna denunciaram a empresa ao Ministério Público do Trabalho, alegando que estavam sem receber salários integralmente desde fevereiro. Os profissionais também pediram a ajuda do Sindicato dos Jornalistas Profissionais de Pernambuco (Sinjope) e da Rede Bandeirantes para resolver a questão, ameaçando entrar em greve se não recebessem. Profissionais de emissoras concorrentes, como a TV Globo Nordeste, também chegaram a organizar campanhas para arrecadar doações aos colegas.
Em 5 de maio, a TV Tribuna e outras empresas do Grupo Industrial João Santos foram alvos da Operação Background, que investigava crimes de lavagem de dinheiro, evasão de divisas, sonegação de impostos e de direitos trabalhistas. Como resultado, a emissora teve suas contas bloqueadas pela justiça para o pagamento dos credores. Em 3 de novembro, prestes a completarem três meses sem receberem salários, que em alguns casos eram pagos em permutas, os funcionários da TV Tribuna entraram em greve, após assembleia sindical realizada pelo Sinjope. O aprofundamento da crise levou a emissora a cancelar a maior parte das suas produções locais.

## Sinal digital
| Canal virtual | Canal digital | Resolução de tela | Programação                                |
| ------------- | ------------- | ----------------- | ------------------------------------------ |
| 4.1           | 20 UHF        | 1080i             | Programação principal da TV Tribuna / Band |

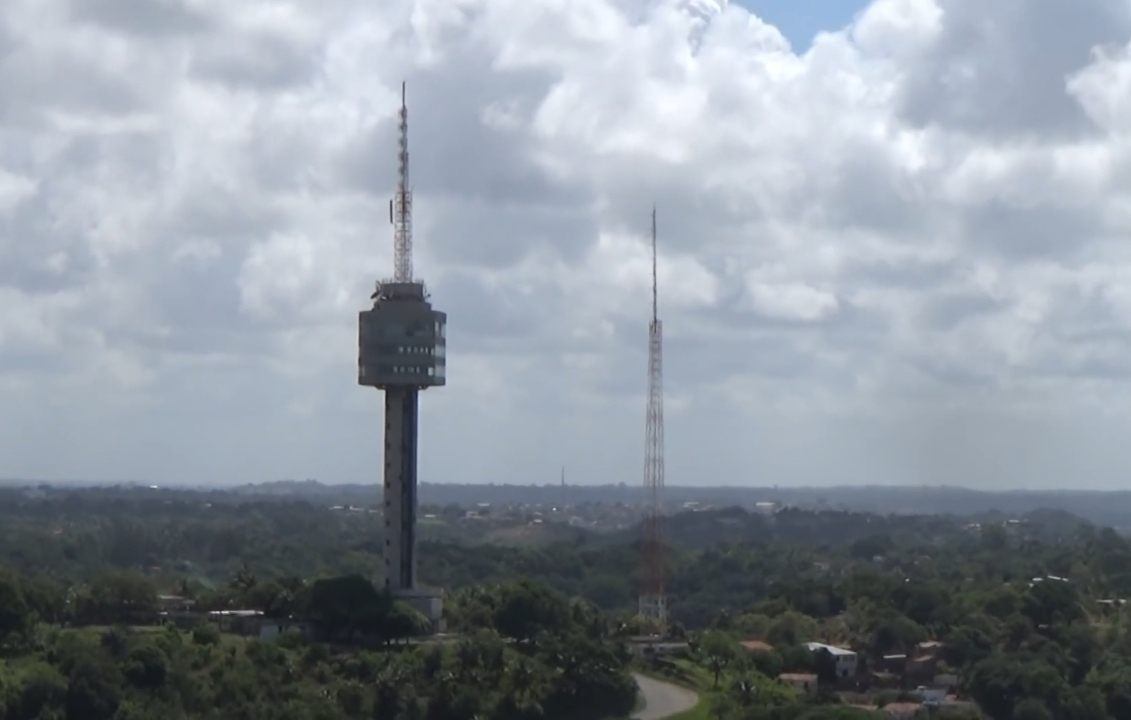
Torre da TV Tribuna, em 2018.

Começou a transmitir seu sinal digital em Recife em 6 de janeiro de 2012, através do canal 20 UHF. Porém, apenas em 28 de junho de 2021 passou a transmitir sua programação local em alta definição.

### Transição para o sinal digital
Com base no decreto federal de transição das emissoras de TV brasileiras do sinal analógico para o digital, a TV Tribuna, bem como as outras emissoras do Recife, cessou suas transmissões de televisão analógica em 26 de julho de 2017, seguindo o cronograma oficial da ANATEL. O sinal de TV analógico da emissora foi interrompido às 23h59, durante a exibição do Cine Band, sendo substituído por um slide do MCTIC sobre o desligamento.

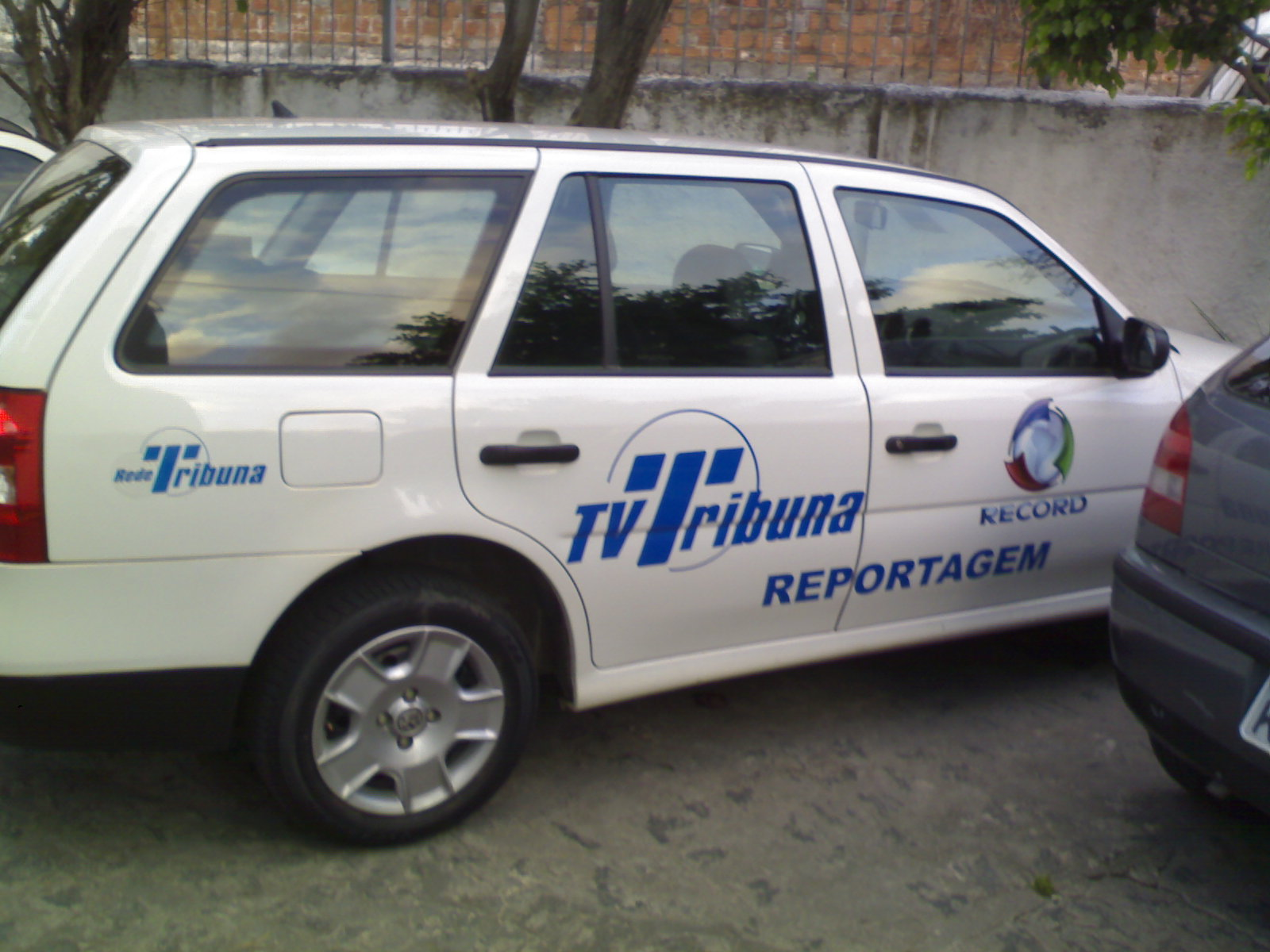
Antigo carro de reportagem da emissora, em 2009

## Retransmissoras
- [[Araripina]
- Caruaru
- Garanhuns

## Prêmios

### Prêmio Vladimir Herzog
| Ano  | Categoria                           | Obra                    | Autor           | Resultado | Ref.   |
| ---- | ----------------------------------- | ----------------------- | --------------- | --------- | ------ |
| 2012 | Menção Honrosa por Reportagem de TV | "Liberdade aprisionada" | Eliana Victório | Venceu    | [ 14 ] |